# Марія Зельмаєр
Марія Зельмаєр (нім. Maria Selmaier; нар. 12 грудня 1991, Магдебург) — німецька борчиня вільного стилю, срібна призерка чемпіонату Європи, учасниця Олімпійських ігор.

## Життєпис
Марія народилася в Магдебурзі в 1991 році і почала займатися боротьбою у віці 4 років. У 2004 році вона прийшла до спортивної середньої школи в Єні. Тренується та навчається у групі промоції спорту поліції Тюрингії. У 2008 році стала бронзовою призеркою чемпіонату Європи серед кадетів. У 2010 році здобула срібну медаль чемпіонату Європи серед юніорів. Наступного року на цих же змаганнях стала третьою.
У 2016 році їй вдалося здобути путівку на літні Олімпійські ігри в Ріо-де-Жанейро. У першій же сутичці Зельмаєр поступилася майбутній чемпіонці цих ігор Еріці Вібе з Канади. У втішному турнірі за бронзову медаль знову поступилася Чжан Фенлью з Китаю, яка в підсумку і здобула бронзову нагороду.
Представляє спортивний клуб «KSC Motor» Єна. Тренер — Гартмут Райх (з 2004).

## Спортивні результати на міжнародних змаганнях

### Виступи на Олімпіадах
| Змагання                    | Збірна    | Вагова категорія          | Місце |
| --------------------------- | --------- | ------------------------- | ----- |
| Літні Олімпійські ігри 2016 | Німеччина | жіноча боротьба, до 75 кг | 18    |

### Виступи на Чемпіонатах світу
| Змагання                        | Збірна    | Вагова категорія          | Місце |
| ------------------------------- | --------- | ------------------------- | ----- |
| Чемпіонат світу з боротьби 2010 | Німеччина | жіноча боротьба, до 67 кг | 8     |
| Чемпіонат світу з боротьби 2012 | Німеччина | жіноча боротьба, до 72 кг | 8     |
| Чемпіонат світу з боротьби 2013 | Німеччина | жіноча боротьба, до 72 кг | 11    |
| Чемпіонат світу з боротьби 2014 | Німеччина | жіноча боротьба, до 75 кг | 16    |
| Чемпіонат світу з боротьби 2017 | Німеччина | жіноча боротьба, до 75 кг | 14    |
| Чемпіонат світу з боротьби 2018 | Німеччина | жіноча боротьба, до 72 кг | 12    |

### Виступи на Чемпіонатах Європи
| Змагання                         | Збірна    | Вагова категорія          | Місце  |
| -------------------------------- | --------- | ------------------------- | ------ |
| Чемпіонат Європи з боротьби 2009 | Німеччина | жіноча боротьба, до 67 кг | 10     |
| Чемпіонат Європи з боротьби 2013 | Німеччина | жіноча боротьба, до 72 кг | 12     |
| Чемпіонат Європи з боротьби 2014 | Німеччина | жіноча боротьба, до 75 кг | 7      |
| Чемпіонат Європи з боротьби 2016 | Німеччина | жіноча боротьба, до 75 кг | 7      |
| Чемпіонат Європи з боротьби 2019 | Німеччина | жіноча боротьба, до 68 кг | 8      |
| Чемпіонат Європи з боротьби 2020 | Німеччина | жіноча боротьба, до 72 кг | Срібло |
| Чемпіонат Європи з боротьби 2021 | Німеччина | жіноча боротьба, до 72 кг | 3      |

### Виступи на Європейських іграх
| Змагання              | Збірна    | Вагова категорія          | Місце |
| --------------------- | --------- | ------------------------- | ----- |
| Європейські ігри 2015 | Німеччина | жіноча боротьба, до 75 кг | 5     |

### Виступи на Кубках світу
| Змагання                    | Збірна    | Вагова категорія          | Місце |
| --------------------------- | --------- | ------------------------- | ----- |
| Кубок світу з боротьби 2020 | Німеччина | жіноча боротьба, до 72 кг | 9     |

### Виступи на інших змаганнях
| Змагання                                                        | Збірна    | Вагова категорія          | Місце  |
| --------------------------------------------------------------- | --------- | ------------------------- | ------ |
| Гран-прі Німеччини з боротьби 2009                              | Німеччина | жіноча боротьба, до 63 кг | 9      |
| Austrian Ladies Open 2009                                       | Німеччина | жіноча боротьба, до 63 кг | 5      |
| Гран-прі Німеччини з боротьби 2010                              | Німеччина | жіноча боротьба, до 63 кг | 5      |
| Тестовий турнір FILA 2011                                       | Німеччина | жіноча боротьба, до 72 кг | 8      |
| Турнір Дана Колова — Николи Петрова 2012                        | Німеччина | жіноча боротьба, до 72 кг | 5      |
| Олімпійський кваліфікаційний турнір з боротьби 2012 (Гельсінкі) | Німеччина | жіноча боротьба, до 72 кг | 8      |
| Гран-прі Німеччини з боротьби 2012                              | Німеччина | жіноча боротьба, до 72 кг | Бронза |
| Klippan Lady Open 2013                                          | Німеччина | жіноча боротьба, до 72 кг | 8      |
| Гран-прі Німеччини з боротьби 2013                              | Німеччина | жіноча боротьба, до 72 кг | 8      |
| Гран-прі Іспанії з боротьби 2013                                | Німеччина | жіноча боротьба, до 72 кг | 5      |
| Вогні Москви 2013                                               | Німеччина | жіноча боротьба, до 72 кг | 4      |
| Турнір Дана Колова — Николи Петрова 2014                        | Німеччина | жіноча боротьба, до 75 кг | Бронза |
| Klippan Lady Open 2014                                          | Німеччина | жіноча боротьба, до 75 кг | 10     |
| Гран-прі Німеччини з боротьби 2014                              | Німеччина | жіноча боротьба, до 75 кг | Бронза |
| Гран-прі Іспанії з боротьби 2014                                | Німеччина | жіноча боротьба, до 75 кг | Бронза |
| Відкритий чемпіонат Польщі з боротьби 2014                      | Німеччина | жіноча боротьба, до 75 кг | 5      |
| Klippan Lady Open 2015                                          | Німеччина | жіноча боротьба, до 75 кг | 9      |
| Турнір Дана Колова — Николи Петрова 2015                        | Німеччина | жіноча боротьба, до 75 кг | Бронза |
| Гран-прі Німеччини з боротьби 2015                              | Німеччина | жіноча боротьба, до 75 кг | 5      |
| Гран-прі Іспанії з боротьби 2015                                | Німеччина | жіноча боротьба, до 75 кг | 11     |
| Klippan Lady Open 2016                                          | Німеччина | жіноча боротьба, до 75 кг | 7      |
| Олімпійський кваліфікаційний турнір з боротьби 2016 (Зренянин)  | Німеччина | жіноча боротьба, до 75 кг | Бронза |
| Олімпійський кваліфікаційний турнір з боротьби 2016 (Стамбул)   | Німеччина | жіноча боротьба, до 75 кг | Срібло |
| Гран-прі Іспанії з боротьби 2016                                | Німеччина | жіноча боротьба, до 75 кг | 11     |
| Турнір Дана Колова — Николи Петрова 2017                        | Німеччина | жіноча боротьба, до 75 кг | Срібло |
| Гран-прі Німеччини з боротьби 2017                              | Німеччина | жіноча боротьба, до 75 кг | Бронза |
| Відкритий чемпіонат Польщі з боротьби 2017                      | Німеччина | жіноча боротьба, до 75 кг | 9      |
| Klippan Lady Open 2018                                          | Німеччина | жіноча боротьба, до 68 кг | 5      |
| Турнір Дана Колова — Николи Петрова 2018                        | Німеччина | жіноча боротьба, до 69 кг | 11     |
| Відкритий чемпіонат Польщі з боротьби 2018                      | Німеччина | жіноча боротьба, до 68 кг | 14     |
| Меморіал Іона Корнеану і Ладислава Сімона 2018                  | Німеччина | жіноча боротьба, до 72 кг | Срібло |
| Flatz Open 2019                                                 | Німеччина | жіноча боротьба, до 72 кг | Срібло |
| Гран-прі Німеччини з боротьби 2019                              | Німеччина | жіноча боротьба, до 68 кг | 5      |
| Турнір Дана Колова — Николи Петрова 2019                        | Німеччина | жіноча боротьба, до 72 кг | Бронза |
| Турнір Яшара Догу 2019                                          | Німеччина | жіноча боротьба, до 68 кг | 10     |
| Турнір Маттео Пелліцоне 2020                                    | Німеччина | жіноча боротьба, до 72 кг | Золото |
| Flatz Open 2020                                                 | Німеччина | жіноча боротьба, до 72 кг | Золото |
| Гран-прі Франції Анрі Деглана 2021                              | Німеччина | жіноча боротьба, до 68 кг | 7      |

### Виступи на змаганнях молодших вікових груп
| Змагання                                       | Збірна    | Вагова категорія          | Місце  |
| ---------------------------------------------- | --------- | ------------------------- | ------ |
| Чемпіонат Європи з боротьби серед кадетів 2007 | Німеччина | жіноча боротьба, до 65 кг | 5      |
| Чемпіонат Європи з боротьби серед кадетів 2008 | Німеччина | жіноча боротьба, до 65 кг | Бронза |
| Чемпіонат Європи з боротьби серед юніорів 2008 | Німеччина | жіноча боротьба, до 63 кг | 10     |
| Чемпіонат Європи з боротьби серед юніорів 2009 | Німеччина | жіноча боротьба, до 63 кг | 5      |
| Чемпіонат світу з боротьби серед юніорів 2009  | Німеччина | жіноча боротьба, до 63 кг | 18     |
| Чемпіонат Європи з боротьби серед юніорів 2010 | Німеччина | жіноча боротьба, до 67 кг | Срібло |
| Чемпіонат світу з боротьби серед юніорів 2010  | Німеччина | жіноча боротьба, до 67 кг | 7      |
| Чемпіонат Європи з боротьби серед юніорів 2011 | Німеччина | жіноча боротьба, до 67 кг | Бронза |
| Чемпіонат світу з боротьби серед юніорів 2011  | Німеччина | жіноча боротьба, до 67 кг | 5      |